# Tong Yang Cup
La Tong Yang Cup (동양증권배 세계선수권전, Tong Yang Securities Cup) è stata una competizione internazionale di Go disputata tra il 1988 e il 1998.

## Torneo
Le prime due edizioni videro la partecipazione per lo più di goisti sudcoreani, con alcuni goisti professionisti giapponesi, cinesi e taiwanesi invitati a prendervi parte; a partire dalla terza edizione, divenne un campionato mondiale a tutti gli effetti. Nella terza edizione Lee Chang-ho ottenne la sua prima vittoria internazionale, che segnò l'inizio del dominio sudcoreano su Go mondiale.
Il torneo vedeva la partecipazione di goisti da Corea del Sud, Giappone, Cina, Taiwan, Stati Uniti ed Europa. Era organizzato come un torneo ad eliminazione diretta con partite secche a eccezione della finale, disputata al meglio delle cinque partite.

## Albo d'oro
| Anno    | Vincitore    | Punteggio | Finalista        |
| ------- | ------------ | --------- | ---------------- |
| 1988-89 | Yang Jae-ho  | 3-1       | Jang Soo Young   |
| 1989-90 | Seo Bong-soo | 3-1       | Lee Chang-ho     |
| 1990-92 | Lee Chang-ho | 3-2       | Rin Kaiho        |
| 1992-93 | Lee Chang-ho | 3-0       | Cho Chikun       |
| 1993-94 | Cho Hun-hyun | 3-1       | Norimoto Yoda    |
| 1994-95 | Ma Xiaochun  | 3-1       | Nie Weiping      |
| 1995-96 | Lee Chang-ho | 3-1       | Ma Xiaochun      |
| 1997    | Cho Hun-hyun | 3-0       | Satoru Kobayashi |
| 1998    | Lee Chang-ho | 3-1       | Yoo Changhyuk    |